# Hromadové z Boršic
Hromadové z Boršic jsou český vladycký rod pocházející ze Žatecka.

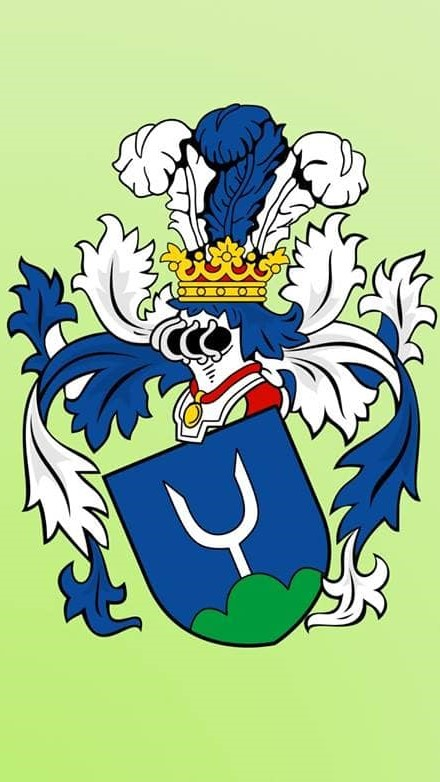

## Historie
První zmínky pocházejí z druhé poloviny 15. století, kdy Jiří z Boršic, zvaný Hromada († 1473), byl ve službách krále Vladislava Jagellonského a vlastnil tvrz Boršice po které je rod znám. 
Dalsí příbuzný Otík Hromada z Boršic je zmiňován jako purkrabí hradu Pražského roku 1467.
Jejich potomci posléze získali značné majetky ve středních a severozápadních Čechách, převážně na Žatecku. Mezi nimi např. tvrz Malá Dobrá na Kladensku, kde sídlil Vilém Hromada z Boršic. Vlastnili tvrz a ves v Klecanech, pro kterou Zikmund Hromada z Boršic  roku 1507 získal od krále Vladislava Jagellonského privilegium, jímž došlo k povýšení na město s trhovním právem. V roce 1528 se Jan Hromada z Boršic připomíná jako držitel stochovského zboží a tvrze s poplužním dvorem v Lánech.  
Jiří Hromada z Boršic a jeho vnuk Zikmund byli dvořany na jagellonském dvoře, kde se aktivně účastnili politického dění. 
Po roce 1550 rozprodali velké množství svého majetku a rod se rozdělil na dvě větve: Hromady z Boršic a Boršické z Boršic.
Od roku 1615 jsou známi pouze jako zemané a vladykové.

## Erb
V modrém štítě umístěna stříbrná ostruha (dvojzub) stojící na zeleném trojvrší. Přikryvadla jsou stříbrno modrá. Klenotem jsou tři paví pera v barvách erbu, dvě stříbrná s prostředním modrým.